# نوروز أباد (شاهين دج)
نوروز أباد هي قرية في مقاطعة شاهين دج، إيران. عدد سكان هذه القرية هو 286 في سنة 2006.